# 指示病例
指示病例（英語：index case），又称为原发病例（英語：primary case），俗称零号病人或零號感染源（英語：patient zero），在流行病学调查中是指在一定人群中的最初的病例。指示病例可能表示疾病的来源、可能的传播以及多次爆发之间的传染源。指示病例是表明一次爆发的首个病例。如果发现多个最初的病例的话，会依次以原发（primary）、二代（secondary）、三代（tertiary）等进行命名。
「零號感染源」最初特指加拿大人基坦·杜加（Gaëtan Dugas），他是艾滋病在北美传播的指示病例，但零號感染源的標籤被後來的調查推翻。

## 外部連結
- . orgnet.com. Orgnet.   [2010-11-03]. （原始内容存档于2021-01-28）.
- Murray, John F.; Moss, Andrew R.; Johnson, Diane. .   [2021-10-20]. ISSN 0028-7504. （原始内容存档于2021-10-23） （英语）.
- Radiolab Episode "Patient Zero" （页面存档备份，存于）.
- Index Case Lyrics （页面存档备份，存于）